# De dolle musketiers
De dolle musketiers is het zesentwintigste stripverhaal uit de reeks van Suske en Wiske. Het is geschreven door Willy Vandersteen en gepubliceerd in De Standaard en Het Nieuwsblad van 26 november 1952 tot en met 6 april 1953. Het was het eerste Suske en Wiske-verhaal met een rol voor Jerom, die na dit verhaal een van de vaste hoofdpersonages in de reeks is geworden.
De eerste albumuitgave was op 26 juni 1953, in de Vlaamse ongekleurde reeks met nummer 18. In 1969 verscheen een licht hertekende versie van het verhaal in de Vierkleurenreeks met albumnummer 89. Bij deze heruitgave is met name het uiterlijk van Jerom aangepast naar de tekenstijl die inmiddels de standaard was geworden. De geheel oorspronkelijke versie kwam in 1995 opnieuw uit in Suske en Wiske Klassiek.

## Locaties
Het verhaal speelt zich grotendeels af in het koninkrijk Frankrijk aan het begin van de 17e eeuw, meer specifiek de omgeving van Parijs, het kasteel van de koningin, het paleis van de Hertog van Le Handru, de herberg, de Toren van Nestelle de Jujuppe en het kasteel van Sombrecoin (nabij de grens van Spanje).

## Personages
- Suske, Wiske met Schanulleke, tante Sidonia, Lambik, professor Barabas, Jerom, agent, afwashulp van tante Sidonia, de koningin, Marie-Angẻle (hofpage van koningin), hertog Le Handru en diens mannen, weduwe, Bikbellum, Dauphin, musketiers

## Uitvindingen
- teletijdmachine

## Het verhaal
Lambik gaat op bezoek bij tante Sidonia. Omdat Sidonia's afwasmachine stuk is, heeft ze een afwasser in dienst genomen. Wanneer deze man weggaat, laat hij bij tante Sidonia het beroemde boek De drie musketiers van Alexandre Dumas achter. Als Lambik en Sidonia en vervolgens ook Suske en Wiske dit boek lezen, raken ze helemaal enthousiast. Ze wensen dat ze zelf ook musketiers zouden kunnen zijn. 
Suske, Wiske en tante Sidonia hebben een verrassing voor Lambiks verjaardag: ze laten zich via de teletijdmachine van professor Barabas naar de omgeving van Parijs in het jaar 1603 flitsen. Daar komen ze als eerste een musketier van de koningin tegen, die net in een herberg is neergestoken door spionnen van de hertog Le Handru. De vrienden leveren de man af bij een dokter en weten ook zelf een eerste aanval van de mannen van de hertog af te slaan. Dan komen ze de vrouwelijke hofpage Marie-Angẻle tegen en ze stappen in haar koets. Ze gaan naar het paleis, waar ze zelf musketierkleding krijgen. Lambik krijgt een bijzondere hoed van een pas overleden musketier. Diens weduwe zegt dat deze magische hoed alles weet voor de drager, maar ze krijgt niet de kans om Lambik alles te vertellen.
In het paleis is net alweer een bode neergestoken. De koningin vertelt de vrienden dat haar zoon − de Dauphin − binnenkort op zijn dertiende verjaardag de troon zal bestijgen. Le Handru is er echter op uit om de Dauphin te doden, zodat hij zelf aan de macht kan komen. De Dauphin verblijft momenteel voor zijn veiligheid op een geheime plek en de koningin vraagt of de vier vrienden hem ongemerkt naar het paleis willen brengen. Haar eerdere musketiers die dit probeerden, zijn allemaal uitgeschakeld door de hertog. De koningin overhandigt hun een brief met meer informatie over de opdracht. De brief mag echter pas in de Toren van Nestelle de Jujuppe geopend worden.  
Marie-Angẻle blijkt een verraadster te zijn; ze heeft even later een geheime ontmoeting met Le Handru en ze brengt hem in ruil voor een zak goudstukken op de hoogte. De vrienden gaan intussen een herberg binnen, waar net een postduif van de Hertog is neergestreken. 's Nachts worden ze in hun bedden aangevallen door de Gemaskerde Brigade van Le Handru, maar de vrienden weten hen te verjagen. De hertog zet nu zijn volgende troef in: hij laat een geheim wapen in een stevige kist naar de Toren van Nestelle de Jujuppe brengen. Hij duwt een dikke ijzeren staaf in de kist, die er gebogen weer uit komt. De vrienden zijn inmiddels ook bij de Toren van Nestelle de Jujuppe en kunnen de mannen van de hertog weer van zich afhouden. In de kist blijkt vervolgens een oersterke man gekleed in een dierenvel genaamd Jerom te zitten, die de vier vrienden aftuigt. Maar als Jerom vervolgens de zojuist buitgemaakte brief niet mag opeten, wordt hij kwaad en slaat ook de mannen van de hertog neer. Jerom geeft de brief in ruil voor een bekertje anijsdrank alsnog aan de hertog. Dan blijkt de brief vals te zijn, hij is ondertekend door "Het IJzeren Masker". Tante Sidonia zit hierachter. Pas nadat de hertog Lambik door Jerom vast laat binden aan een ton buskruit, is ze bereid om de echte brief alsnog te geven. Ze is echter net te laat om Lambik te redden. 
Suske en Wiske lezen in de eerste helft van de brief dat ze de Dauphin vanuit het kasteel van Sombrecoin moeten halen. Voordat ze alles kunnen lezen pakt de hertog hun de brief af en hij gooit Suske en Wiske van de toren. Jerom sluit nu Sidonia op in de kist waar hij zelf eerst in zat, en neemt haar mee. Lambik blijkt intussen te zijn gered door zijn kleine hersenen, die zich in de gedaante van een klein mannetje (Bikbellum) in zijn toverhoed hebben verstopt. Hij haalt de kinderen uit het water en vindt ook Sidonia weer terug. Samen gaan ze weer op weg, in de hoop eerder dan de hertog in Sombrecoin te zijn.
Jerom houdt de vrienden opnieuw met geweld tegen en neemt Schanulleke mee. Terwijl de vrienden bewusteloos achterblijven bij een man met een IJzeren Masker, achtervolgt Jerom Wiske. Als Jerom Schanulleke ziet, verandert zijn gedrag ineens totaal; hij is meteen dol op Schanulleke en wil alleen nog met het poppetje spelen. Wiske haalt Jerom over om aan hun zijde tegen de Hertog te vechten, in ruil daarvoor mag hij zoveel met Schanulleke spelen als hij wil. 
Suske volgt intussen de Man met het IJzeren Masker, en ontdekt dat dit ook een spion van de hertog is. Suske weet te ontsnappen uit het kamp van de hertog. Bikbellum waarschuwt de anderen en ze vluchten. Even later bereiken ze het kasteel van Sombrecoin, waar ze eerst Jerom met Schanulleke aantreffen. Even later verschijnt ook Wiske, die vertelt dat Jerom nu aan hun kant staat. Jerom redt hen van een bom en mag dan weer met Schanulleke spelen. In een gesloten kamer van het kasteel blijkt een gekroonde Man met het IJzeren Masker in een kist te zitten, het lijkt erop dat dit de echte Dauphin is. De helden kunnen hem echter nog niet bereiken. De hertog ontdekt dat Jerom hem heeft verraden als hij zelf door Jerom wordt aangevallen.
Het gemaskerde leger kan de door Wiske opgeblazen brug niet meer oversteken, maar Jerom kan dit wel en hij gaat 's nachts naar het kamp. Jerom wil de tweede Man in het Masker meenemen, maar wordt bedwelmd door een slaapdrank die de hertog hem geeft. De tweede Man in het IJzeren Masker heeft nog altijd niet gesproken en is nog niet bevrijd. De volgende ochtend zien de vrienden Jerom en Schanulleke gevangen voor een kanon in het kamp. Lambik wil niet meehelpen, uit jaloezie omdat alle aandacht van de vrienden nu naar Jerom gaat in plaats van naar hemzelf. Als Wiske bij het kanon komt, blijkt Lambik Schanulleke en Jerom toch al bevrijd te hebben. Ze vindt een briefje van Lambik en Jerom: ze zijn richting het paleis gegaan met de eerste Man met het IJzeren Masker − van wie ze nu aannemen dat het de echte Dauphin is − in een zak. In het kasteel worden de vrienden ingesloten door de bombardementen en de mannen van de hertog gaan er met de man in de kist vandoor.
In het paleis arriveren Lambik en Jerom toevalligerwijs tegelijk met de hertog. De gevangen "man" in de zak van Lambik en Jerom blijkt echter Marie-Angẻle in vermomming te zijn. Het tweede IJzeren Masker wordt door de hertog in gijzeling gehouden. De hertog doorsteekt hem ter plekke, maar dan blijkt dat het tweede IJzeren Masker enkel een mechanische pop is. Nu wordt eindelijk het hele plan van de koningin duidelijk: Marie-Angẻle is in werkelijkheid de Dauphin zelf. Door haar zoon als meisje te vermommen, kon de koningin hem al die tijd zonder gevaar bij zich houden. Tante Sidonia en Wiske overmeesteren nu de hertog. De Dauphin kan tot koning worden gekroond in de kathedraal. 
Lambik, Sidonia, Suske en Wiske hebben nu hun taak als musketiers volbracht en worden naar de 20e eeuw teruggeflitst. Jerom mag ook met hen mee; voortaan zal hij deel uitmaken van hun gezelschap. De koningin verwondert zich dat de vier musketiers zich schijnbaar zo belangeloos voor haar hebben ingezet. De achtergebleven Bikbellum vertelt haar dat het feit dat ze iemand gelukkig konden maken, de ware beloning voor hen was.

## Achtergronden
De verhaallijn is rechtstreeks gebaseerd op twee romans van Alexandre Dumas père: De drie musketiers  (1844) en De burggraaf van Bragelonne of tien jaar later (1848). Net als in het laatstgenoemde verhaal van Dumas vormt de man met het ijzeren masker een belangrijk verhaalmotief.

### Verwijzingen
- Met de anijsachtige drank waarmee Jerom aan het begin van het verhaal door de hertog aan het lijntje wordt gehouden, maakte Vandersteen mogelijk een toespeling op een echt bestaande alcoholische drank waar hij zelf van hield, zoals absint of pastis.
- In het verhaal wordt (zoals in veel Suske en Wiske-verhalen) meermaals (in min of meer verkapte bewoordingen) de aandacht gevestigd op de zinloosheid van oorlogsgeweld. Als Wiske en Jerom elkaar voor het eerst zien, vraagt Wiske retorisch aan Jerom of hij geen beschaving kent. Jerom ontkent dit en zegt erbij dat hij anders gifgas (zoals Zyklon B) zou hebben gebruikt. Dit verwijst vermoedelijk naar de Holocaust, het gebruik van gifgas vanaf de Eerste Wereldoorlog, of naar dit alles tegelijk.
- In de oorspronkelijke tekstballonnen werd in een van de laatste plaatjes ook verwezen naar de watersnood van 1953, die zich had voltrokken op het moment dat De dolle musketiers in de kranten verscheen. Wiske heeft het hier even over Wintam, dat zwaar door de overstroming was getroffen. In latere herdrukken van De dolle musketiers is deze tekst aangepast en heeft Wiske het hier alleen over Jerom.[1]
- De naam van Hertog Le Handru is gebaseerd op een Franse seriemoordenaar, Henri-Désiré Landru.
- Nestelle de Jujuppe verwijst naar dialectwoorden voor bepaalde vormen van snoep: "nestel" is het Antwerpse dialectwoord voor veter. Veters konden ook van drop zijn. Ook "jujuppe" is een Antwerps dialectwoord voor drop.
- De naam Bikbellum is een toespeling op cerebellum.
- Sombrecoin is Frans voor "duister hoekje".
- Deze keer sluit Bikbellum het verhaal af; Wiske ontbreekt daarom in het laatste plaatje.

## Vervolgen
Enkele van de verhaallijnen uit De dolle musketiers zijn later opnieuw opgepakt in De malle mergpijp (1973) waarin meer over de eerdere voorgeschiedenis van Jerom wordt verteld, en nog eens in Het ijzeren duel (2015).